# Rathaus Angermünde

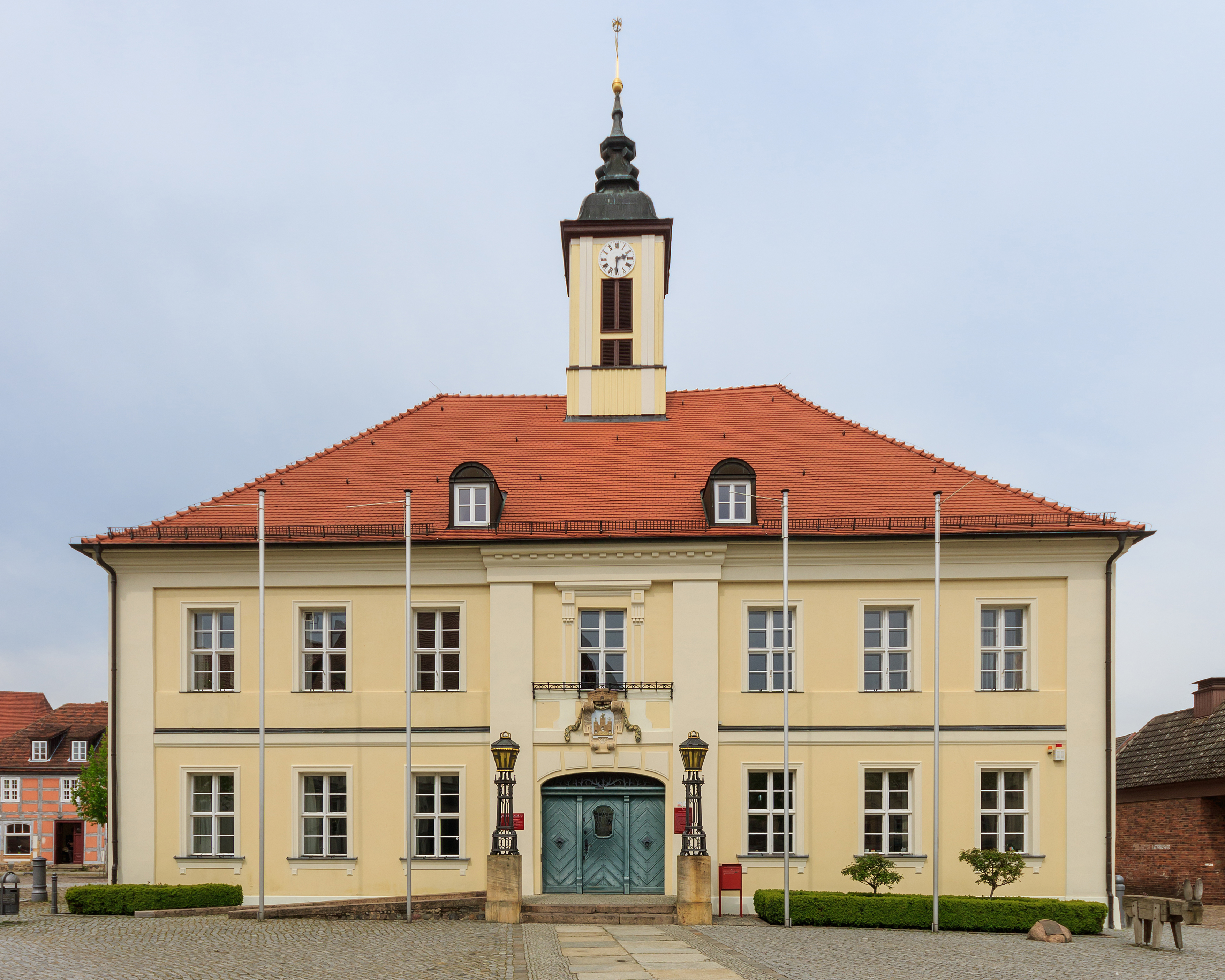
Rathaus in Angermünde

Das Rathaus Angermünde ist ein denkmalgeschütztes Bauwerk und Sitz der Stadtverwaltung Angermünde im Landkreis Uckermark im Land Brandenburg.

## Baugeschichte
Die erste urkundliche Erwähnung eines Rathauses der Stadt stammt aus dem Jahr 1292. Fundamentreste lassen die Vermutung zu, dass zu dieser Zeit bereits ein gotischer Bau bestand. Ein weiterer Hinweis auf ein Rathaus ist eine Rechnung für Arbeiten an dem Gebäude aus dem Jahr 1560. 1608 erhielt dieses Gebäude eine Uhr. Im Dreißigjährigen Krieg wurde es stark beschädigt und bis auf die Kellerräume zurückgebaut. Auf diesen Resten errichteten die Bürger der Stadt in den Jahren 1698 und 1699 ein neues Gebäude aus Fachwerk. Neben Räumen für die Verwaltung befanden sich zu dieser Zeit auch ein Weinausschank, eine Arrestzelle sowie eine Wachstube einer Garnison in dem Gebäude. 1711 und 1712 erweiterte die Stadt den ursprünglich fünfachsigen Bau um zwei weitere Achsen. Die Stadtbrände in den Jahren 1705 und 1731 richteten am Rathaus kaum Schäden an. 1826 erhielt es die im 21. Jahrhundert noch vorhandene klassizistische Fassade. Damit wollte die Stadt ihrer gewachsenen Bedeutung als Kreisstadt Rechnung tragen. Zwei Jahre später wurde das Fachwerk mit Mauersteinen verstärkt. Im Jahr 1906 stellten die Stadtväter zwei Laternen im Eingangsbereich auf. Heinrich Müller, Vorsitzender der Stadtverordnetenversammlung, stiftete zu dieser Zeit das Stadtwappen über dem Eingang. Die beiden Seitenflügel wurden in den Jahren 1923 und 1924 angebaut. 1992 bis 1999 erfolgte für rund 7,5 Millionen DM eine umfangreiche Sanierung. 2,4 Millionen DM kamen dabei aus dem Programm Städtebaulicher Denkmalschutz.

## Architektur
Das Bauwerk wurde im Stil des Barock errichtet und besitzt einen rechteckigen Grundriss mit sieben Achsen und zwei Geschossen. Es ist mit einem hellen Putz versehen, von denen sich an der Front die je sieben Sprossenfenster je Geschoss mit einem weißen Gewände abheben. Das Obergeschoss ist durch ein Gesims optisch vom Erdgeschoss getrennt. Darüber befindet sich ein mit rötlichen Dachpfannen gedecktes Walmdach, das in seiner Mitte von einem Turm gekrönt wird. Dieser ist rechteckig, ebenfalls hell verputzt und an jeder Seite mit einer Klangarkade versehen. Darüber befinden sich eine Uhr sowie eine Turmhaube. Der Zugang zum Rathaus erfolgt über ein doppelflügeliges Portal, das von zwei Lisenen eingerahmt wird. Oberhalb der Tür befindet sich das Stadtwappen, das auf einen Entwurf des Angermünder Bildhauers Albert August Manthe aus dem Jahr 1906 zurückgeht.

## Marktbrunnen Angermünde
Vor dem Gebäude befindet sich ein mehrteiliges Kunstwerk von Christian Uhlig. Er gewann im Zuge der Neugestaltung des Marktes 1994 den Wettbewerb Marktbrunnen Angermünde und stellte im Jahr 1999 sein Werk auf dem Marktplatz auf. Es besteht aus insgesamt sechs einzelnen Objekten, von denen vier kleine Plastiken an den Hauptzugängen des Marktplatzes auf zwei große Objekte in seiner Mitte zuführen. Die beiden zentralen Elemente bilden Der Kahn, ein Brunnenbecken mit einem Wasserspiel, der an die wasserreiche Umgebung der Stadt erinnern soll. Das zweite Element sind Die Figuren bestehend aus einer männlichen und einer weiblichen Plastik, die voneinander abgewendet, aber doch gemeinsam platziert wurden. Die ungewöhnliche Kleidung soll an den Humor und die Kreativität der Angermünder Bürger erinnern. Am südlichen Zugang liegt eine Katze, die ihre erlegten Mäuse zählt und auf die Tätigkeiten im Rathaus anspielen soll. An der nordwestlichen Ecke liegen mehrere Fische auf einem Tisch – ein Symbol der alten Handelstätigkeit. Die nordöstliche Ecke ist mit einem Stuhl ausgestaltet, auf dem sich Gemüse befindet sowie eine Werkzeugkiste als Zeichen der alten Ackerbürgerschaft und Handwerkskunst in Angermünde. Ein Zettel an der Kiste weist den Betrachter darauf hin, dass sich der Geselle im Schweitzer Hof befindet, einer alten Gastwirtschaft, die bereits im 18. Jahrhundert der Anlaufpunkt für Handwerker war.

## Prangeresel und Brunnen
Rechts vor dem Rathaus befindet sich die hölzerne Nachbildung eines Prangers in Form eines Hausesels. Sie stammt vom uckermärkischen Holzkünstler Karl Rätsch. 1713 ließ der Magistrat einen Pranger aufstellen, auf den sich Betrüger und Fälscher zur Strafe setzen mussten. Der Prangeresel kam letztmals am 7. April 1851 zum Einsatz. Südwestlich der Skulptur befindet sich ein Brunnen, der vermutlich bereits zur Zeit der Stadtgründung als Holzkastenbrunnen angelegt wurde. Er ist in einem Brunnenregister aus dem Jahr 1728 verzeichnet und diente für eine festgelegte Anzahl an Häusern zur Löschwasserentnahme im Falle eines Brandes. Im 19. Jahrhundert erfolgte eine Ausmauerung. Nachdem Angermünde an eine zentrale Wasserversorgung angeschlossen wurde, schütteten Bauarbeiter den Brunnen zu. Er wurde 1991 im Zuge der Sanierung des Marktplatzes wiederentdeckt, ausgehoben und dient als Reserve für den Marktbrunnen. Er ist rund neun Meter tief bei einem Innendurchmesser von 1,5 Metern. Der Wasserspiegel beträgt durchschnittlich 7,2 Meter.